# Castelnavia cuneifolia
Castelnavia cuneifolia là một loài thực vật có hoa trong họ Podostemaceae. Loài này được P.Royen mô tả khoa học đầu tiên năm 1954.